# Логинов, Виталий Абрамович
Вита́лий Абра́мович Ло́гинов (1910 — 1979) — советский дипломат. Чрезвычайный и полномочный посол.

## Биография
Член ВКП(б). Окончил Московский литературный институт им. Горького (1936).
- В 1944—1954 годах — второй секретарь, первый секретарь II Европейского отдела НКИД (с 1946 — МИД) СССР.
- В 1954—1956 годах — советник посольства СССР в Канаде.
- В 1956—1959 годах — советник, помощник заведующего, заместитель заведующего II Европейского отдела МИД СССР.
- В 1959—1963 годах — советник, советник-посланник посольства СССР в Великобритании.
- С 6 февраля 1963 по 20 октября 1966 года — чрезвычайный и полномочный посол СССР в Австралии[1].
- В 1966—1974 годах — на ответственной работе в центральном аппарате МИД СССР.

С 1974 года в отставке.
Похоронен на Перхушковском кладбище в Московской области (участок 3).